# Esto es guerra Teens
Esto es guerra Teens fue un reality show juvenil peruano, emitido por América Televisión y conducido por Yaco Eskenazi y Nicola Porcella. Este programa formó parte del programa de competencias Esto es guerra dirigido a adolescentes.
Esta adaptación juvenil fue conformado por dos equipos mixtos, «Leones» y «Cobras», los cuales están integrados por un grupo de jóvenes aspirantes con ayuda de integrantes mayores que luchan en distintos tipos de pruebas para consagrarse campeones. Además se busca luchar por ser los «guerreros master» de la temporada y así poder ser parte de la temporada de invierno del programa principal.
Esto es Guerra teens sólo tuvo una temporada anunciada el 6 de noviembre de 2014 en un video promocional.

## Temporada y convocatoria
La primera temporada inició el 24 de enero de 2015 con dos equipos, «Leones» y «Cobras», que tenían 10 participantes cada uno. La final fue realizada el 18 de abril de 2015 cuyos ganadores fueron Johan Bruinsma, Ignacio Angeldonis y Luciana Fuster, cada uno con un cupo para pertenecer a la novena temporada de  Esto es guerra, y recibir un premio consuelo de  1500 soles.

### Convocatoria
La etapa de convocatoria se realizó el 7 de enero de 2015 en los estudios de Santa Beatriz a través de un comunicado de América Televisión. Durante el día alrededor de 2500 adolescentes menores de 17 años participaron en el evento. Más adelante se suspendió el evento; los padres de familia acusaron a la productora Cathy Sáenz de fraude y favoritismo a ciertos participantes por la producción. El abogado Luis Vergaray denunció a los efectivos policiales por promover maltrato y discriminación a los jóvenes. Como respuesta, se consideró una convocatoria virtual en que solicitaron fotografías reales de sus postulantes.
Posteriormente la coproductora Mariana Ramírez del Villar anunció que se convocatoria realizó a puertas cerradas por motivos de seguridad. Por tratarse de un evento cerrado, se especuló el posible ingreso de hijos de personalidades mediáticas y concursantes de televisión.
La etapa de convocatoria por Internet duró entre el 17 al 21 de enero de 2015 alternando a los previamente seleccionados en el programa de farándula Al aire. Durante la selección, se descubrió información sensible accidentalmente de uno de los concursantes. En total se registraron 72 mil jóvenes.
Una segunda etapa de casting se estrenó en televisión el 24 de enero de 2015 y estuvo calificado por tres jueces, uno de ellos concursante experto. Constó de presentaciones de 20 segundos en cada uno de los preseleccionados.

## Equipos
La siguiente fue la tabla inicial de participantes por equipos:
| Equipo | Participantes |
| ------ | --- |
| Leones | - Patricio Parodi - Aaron Gurbillón - Alexis Oliva - Annia Cilloniz - Anthony Delgado - Johan Bruinsma - Luana Barrón - Luciana Fuster - Nicolás Peyón - Rubí Fokkink - Ximena Luna            |
| Cobras | - Hugo García - Alessia Drago - Daniela Arroyo - Doménico Peñaloza - Emilio Jaime - Guillermo Sendón - Ignacio Angeldonis - Loana Pereyra - Pierina Zignago - Solange Bullón - Vasco Rodríguez |

La siguiente fue la tabla final de participantes finalistas por equipos:
| Equipo | Participantes                                       |
| ------ | --------------------------------------------------- |
| Leones | - Patricio Parodi - Johan Bruinsma - Luciana Fuster |
| Cobras | - Hugo García - Ignacio Angeldonis                  |

- : Capitán

## Recepción
El cómico y jurado de Yo soy Fernando Armas escribió en un mensaje vía Twitter: 

"Los jurados de EEG teens, han combinado el formato de Yo Soy, la banda y la voz, para el casting, maestros:) [sic]".

Para la activista infantil Lourdes Febres menciona que «si (Teens) se traslada el programa del formato mayor Esto es guerra estamos en problemas, debido a que en este formato existe una exhibición de la vida privada de las personas, supremacía por el cuerpo atlético o un rostro perfecto. Los menores participantes no pueden participar en este tipo de hechos o escándalos».